# Parlamentswahl in San Marino 1988
- PCS: 18
- PSS: 7
- PSU-IS: 8
- PDCS: 27

Die Parlamentswahl in San Marino 1988 fand am 13. Mai 1988 statt.

## Ergebnisse
| Partei                                                 | Anzahl der Stimmen | %      | Mandate |
| ------------------------------------------------------ | ------------------ | ------ | ------- |
| Partito Democratico Cristiano Sammarinese (PDCS)       | 9.001              | 44,1 % | 27      |
| Partito Comunista Sammarinese (PCS)                    | 5.852              | 28,7 % | 18      |
| Partito Socialista Unitario–Intesa Socialista (PSU-IS) | 2.781              | 13,6 % | 8       |
| Partito Socialista Sammarinese (PSS)                   | 2.266              | 11,1 % | 7       |
| Intesa Democratico – Partito Repubblicano (ID-PR)      | 279                | 1,4 %  | 0       |
| Partito Socialista Democratico Sammarinese (PSDS)      | 217                | 1,1 %  | 0       |